# Andrew Michael Smith
Andrew Michael Smith (* 3. Juni 1984 in Portsmouth) ist ein englischer Badmintonspieler. Er gehörte zum britischen Olympiakader und startete im Einzelturnier der Olympischen Sommerspiele 2008 in Peking. Smiths höchste erreichte Platzierung in der Weltrangliste ist Platz 15.

## Karriere
Andrew Smith gewann die New Zealand International 2004, die Australian Open in den Jahren 2004 und 2005 sowie die Vietnam Open im Jahr 2006. Im Jahr 2008 erreichte Smith das Halbfinale des BWF-Super-Series-Turnier in Singapur und das Viertelfinale der India Open. 2012 gewann er die Slovenia International.
Bei der Badminton-Weltmeisterschaft 2006 gewann Andrew Smith sein Erstrunden-Spiel gegen den Spanier Pablo Abián mit 21:15 und 21:13. Im folgenden Spiel unterlag er dem Indonesier Sony Dwi Kuncoro mit 19:21 und 13:21. Bei den Olympischen Sommerspielen 2008 in Peking nahm Andrew Smith am Badminton-Einzelturnier teil. In der ersten Runde schlug er Petr Koukal aus Tschechien in drei Sätzen. In der nächsten Runde schied er mit demselben Ergebnis gegen Marc Zwiebler aus.